# Leo Andergassen
Leo Andergassen (Merano, 13 febbraio 1964) è uno storico dell'arte italiano di lingua tedesca.

## Biografia
Laureato  in germanistica all'università Leopoldina di Innsbruck e in storia dell'arte presso l'Alma Mater Rudolphina a Vienna con una tesi sugli altari rinascimentali in Alto Adige, è stato dapprima un insegnante. Poi, nel corso degli anni novanta, è stato responsabile dell'inventariato dei beni artistici mobili della Diocesi di Bolzano-Bressanone. Nel 1993 si aggiudica il premio Walther von der Vogelweide, promosso dal Südtiroler Kulturinstitut. Dal 1998 al 2007 è stato direttore del museo diocesano di Bressanone, e dal 2008 al 2013 è stato direttore della ripartizione Beni Culturali della provincia autonoma di Bolzano, per poi assumere la direzione del Museo di Castel Tirolo.
Andergassen è autore di diversi volumi di storia dell'arte in italiano e tedesco.